# The Fittest of the Fittest
The Fittest of the Fittest è un album di Burning Spear, pubblicato dalla Radic Records nel 1983. Il disco fu registrato al Tuff Gong Recording Studios di Kingston, Jamaica.

## Tracce
Lato A
1. The Fittest of the Fittest – 3:48 (Winston Rodney)
2. Fire Man – 4:11 (Winston Rodney)
3. Bad to Worst – 3:34 (Winston Rodney)
4. Repatriation – 3:42 (Winston Rodney)
5. Old Boy Garvey – 3:46 (Winston Rodney)

Lato B
1. 2000 Years – 4:03 (Winston Rodney)
2. For You – 4:09 (Winston Rodney)
3. In Africa – 4:04 (Winston Rodney)
4. Vision – 4:48 (Winston Rodney)

## Musicisti
- Winston Rodney - voce, percussioni

Burning Band
- Bobby Ellis - tromba, flicorno (tranne brano: A3)
- Herman Marquis - sassofoni (tranne brano: A3)
- Michael Wilson - chitarra solista, chitarra ritmica (tranne brano: A3)
- Devon Bradshaw - chitarra ritmica, chitarra solista (tranne brano: A3)
- Anthony Johnson - tastiere
- Anthony Bradshaw - basso (tranne brano: A3)
- Nelson Miller - batteria, percussioni

Brano Bad to Worst
- Winston Rodney - voce, percussioni
- Tyrone Downie - tastiere
- Earl Wire Lindo - tastiere
- Anthony Johnson - sintetizzatore moog
- Junior Marvin - chitarra
- Aston Barrett - basso
- Nelson Miller - batteria, percussioni

Musicisti aggiunti
- David Madden - tromba
- Glen Da Costa - sassofono
- Berry Bailey - trombone
- Calvin Cameron - trombone
- Winston Wright - pianoforte, clarinetto
- Robby Lyn - organo
- Bobby Kelphat - organo
- Peter Ashbourne - prophet 5
- Alvin Haughton - percussioni